# Центар за културну деконтаминацију у Београду
Центар за културну деконтаминацију (ЦЗКД) је непрофитна институција културе, чију заједницу представљају уметници, активисти, теоретичари, невладине организације, иницијативе културе и уметности и људских права и која се налази у Павиљону Вељковић, у Бирчаниновој 21 у Београду. Рад центра је заснован на критичком мишљењу и културној и уметничкој продукцији.

## Историјат
Центар за културну деконтаминацију је настао у време ратног и транзиционог разарања. Успео је да се развије у институцију отпора. Отворен је 1. јануара 1995. године, у уверењу да се национализам, ксенофобија и сваколико насиље могу довести у питање онако како су и развијани – културом, уметношћу и јавним говором. Од оснивања, Центар је институција критичког мишљења и афирмације права на побуну, и то не раздвајајући људска права и правду, уметност, културу и истину. 
Од свог оснивања Центар за културну деконтаминацију је организовао више хиљада различитих програма: представа, перформанса, изложби, концерата, јавних дискусија, филмских пројекција, радионица, семинара, конференција, предавања и сложених извођачких експеримената. ЦЗКД је место политичког и културног дијалога, јавни простор критике и афирмације истовремено.

## О центру
Један од атрибута Центра за културну деконтаминацију по коме се издваја јесте капацитет да реагује брзо на актуелне друштвене феномене, да артикулише одговоре на проблеме и питања који се дневно појављују. ЦЗКД нуди могућност иницијативама, појединцима и организацијама да реализују програме, пројекте,  састанке, акције солидарности. Дугорочном платформом "Делегирани јавни простор", центар нуди "непредвидивост": отвореност за непланирани потенцијал која је нестала и из званичне и из независне културе.
Процес деловања центра ослања се на окупљање и сарадњу заједнице коју чине уметници, активисти, теоретичари, невадине организације, међународне и домаће иницијативе културе, уметности и људских права, и ову динамику сарадње ЦЗКД развија и на регионалном и међународном плану. ЦЗКД настоји и успева у двосмерности сарадње: гостовања, копродукције, подршка, размена само су неки од облика развијања динамике јавног простора ЦЗКД-а. ЦЗКД је истовремено и домаћин и гост.
Програм ЦЗКД-а укључује разноврсне активности:
-	Производи културне догађаје: представе, изложбе, перформансе, различите културне и политичке „јавне гестове“
-	Установљава дигиталну платформу за афирмацију прогресивних политика
-	Развија јавни простор за фелксибилне и брзе реакције на друштвена питања и настоји да омогући друштвену кохезију
-	Охрабрује и подржава сарадњу међу уметницима и активистима у земљи и у земљама суседима, те сарађује са културним организацијама и институцијама у Европи и свету
-	Промовише сарадњу између приватног и јавног сектора, нарочито у култури и људским правима
-	Оснажује развој цивилног друштва у Србији

## Простори Центра за културну деконтаминацију
Павиљон - Централни простор програма Центра за културну деконтаминацију је Павиљон (Некадашњи Мусео - Павиљон Вељковић). Простире се на 220 квадратних метара и смешта 120 људи на трибине и још 40 на столицама (по потреби).
Поред Павиљона, ЦЗКД располаже са још неколико простора који су погодни за различите програме и скупове:
Сала на спрату је мала сала ЦЗКД-а, одговарајућа за мања предавања, округле столове, разговоре, радионице и разне дебатне форме и скупове који окупљају до 40 људи.
Дворишна сала се користи за летње дебатне форме када се отвара ка дворишту. Такође, за форме до 40 људи.
ЦЗКД кафе - је интерно место окупљања и неформалних дружења.
ЦЗКД двориште, калдрмисано са централним дудом, је адекватно за пратећа окупљања програма или летње форме.

## Циклуси Центар за културну деконтаминацију
- ЦЗКД Биоскоп
- Делегирани јавни простор
- ФОРА
- Граница повреда - Смејући се страху у лице
- Интегритет и ауторство у новинарству на Западном Балкану
- Ликовни програм ЦЗКД
- Логографија звука
- Пејзажи који се сећају
- Пертеј/Беyонд/Преко 20 година
- Пулс Европре
- Разнородност у култури и активизму
- Разумети град
- РЕТРО:актива
- Ризик
- Сокак - Пројекат о различитости и знатижељи
- Старе и нове вештице
- Сведочења - истина или политика
- ТЕДЕП - Транс-европске дебате о ЕП темама
- Успони и падови, домашаји и промашаји... и оно што смо заборавили
- Водич за младе мигранте кроз галаксију људских права
- Жене и успех[2]

## ЦЗКД тим
- Борка Павићевић је оснивачица и директорка (до смрти 2019. године) Центра за културну деконтаминацију, Павиљон Вељковић у Београду (од 1995),
- Ана Миљанић је позоришни редитељ у Центру за културну деконтаминацију,
- Славица Вучетић је финансијски организатор у Центру за културну деконтаминацију,
- Драган Шкорић је шеф техничке службе у Центру за културну деконтаминацију,
- Александра Секулић је програмска директорка Центра за културну деконтаминацију,
- Ана Ћосић је финансијски менаџер у Центру за културну деконтаминацију,
- Љубица Славковић је ауторка, пројектна менаџерка и уредница програма у Центру за културну деконтаминацију,
- Лола Јоксимовић је стратешки менаџер у Центру за културну деконтаминацију,
- Ивица Ђорђевић је медијски уредник у Центру за културну деконтаминацију,
- Ана Исаковић је организаторка позоришне продукције у Центру за културну деконтаминацију,
- Луна Ђорђевић је уредница сајта, уредница друштвених мрежа и ПР у Центру за културну деконтаминацију,
- Адам Ранђеловић
- Даница Стојановић је финансијска асистенткиња у Центру за културну деконтаминацију,
- Дејан Пантић,
- Ноа Треистер,
- Александар Обрадовић је сарадник у Центру за културну деконтаминацију,
- Дејан Васић је сарадник и кустос програма ликовних уметности у Центру за културну деконтаминацију.[3]